# 16 Pułk Piechoty Liniowej
16 Pułk Piechoty Liniowej – polski pułk piechoty okresu powstania listopadowego.

## Formowanie i zmiany organizacyjne
Po abdykacji Napoleona, car Aleksander I wyraził zgodę na odesłanie oddziałów polskich do kraju. Miały one stanowić bazę do tworzenia Wojska Polskiego pod dowództwem wielkiego księcia Konstantego. 13 czerwca 1814 pułkowi wyznaczono miejsce koncentracji w Lublinie.  Pułk nie został jednak odtworzony, bowiem etat armii Królestwa Polskiego przewidywał tylko 12 pułków piechoty. Nowe pułki piechoty sformowano dopiero po wybuchu powstania listopadowego. Rozkaz dyktatora gen. Józefa Chłopickiego z 10 stycznia 1831 nakładał obowiązek ich organizowania na władze wojewódzkie. 10 pułk piechoty tworzony był w województwie lubelskim pierwotnie pod nazwą: 2 Pułk Województwa Lubelskiego. Zgodnie z etatem pułk miał składać się ze sztabu i trzech batalionów piechoty liniowej po cztery kompanie, winien liczyć 57 oficerów, 216 podoficerów, 40 muzykantów, i 2355 szeregowych frontowych i 27 żołnierzy niefrontowych. W sumie w pułku miało służyć 2695 żołnierzy. 

## Żołnierze pułku
Pułkiem dowodzili:

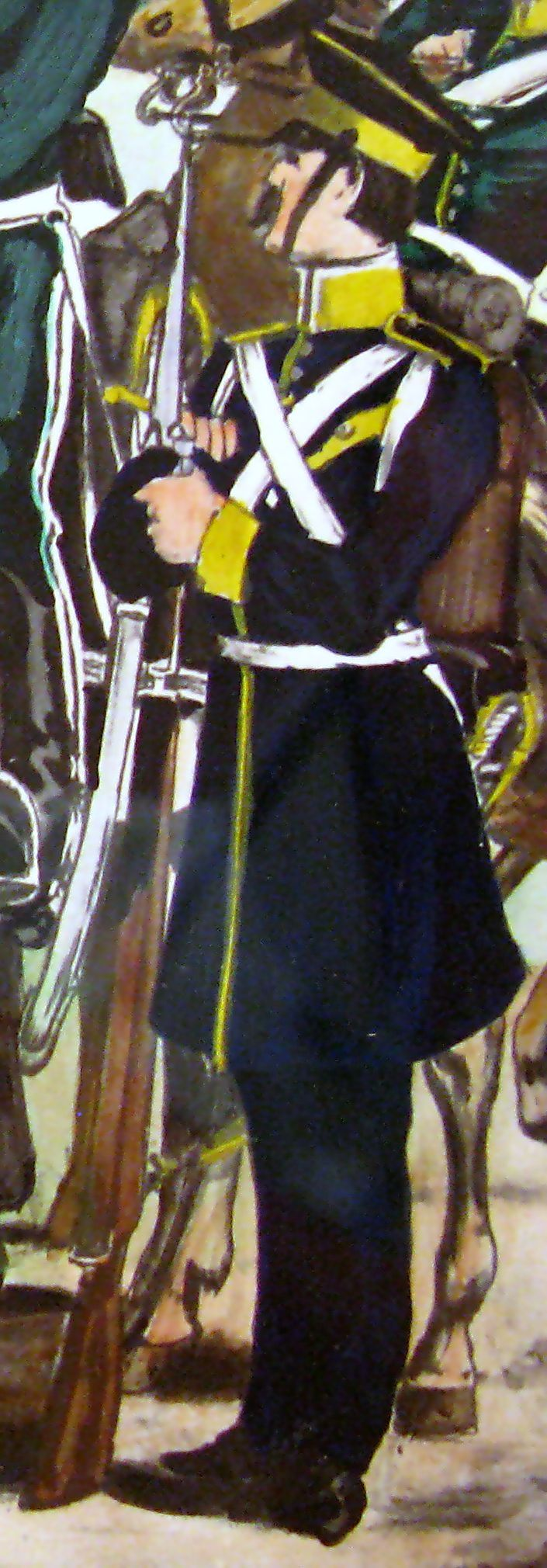
Żołnierz 16 pułku piechoty

- mjr Antoni Hillebrandt (ppłk do 21 marca)
- ppłk Józef Gajewski (poległ 26 maja)
- płk Rychłowski (od 5 czerwca 1831)
- ppłk Jan Lenkiewicz (od 28 lipca 1831)
- ppłk Wiktor Obyrn (od 1 sierpnia 1831)

## Walki pułku
Pułk brał udział w walkach w czasie powstania listopadowego.
Bitwy i potyczki:
- Rudki (20 maja)
- Tykocin (21 maja)
- Ostrołęka (26 maja)
- Warszawa (6 i 7 września)

W 1831 roku, w czasie wojny z Rosją, żołnierze pułku otrzymali 1 kawalerski, 21 złotych i 18 srebrnych krzyży Orderu Virtuti Militari.

## Uzbrojenie i umundurowanie
Uzbrojenie podstawowe piechurów stanowiły kosy i piki oraz karabiny skałkowe. Zapewne były to karabiny francuskie wz. 1777 (kaliber broni 17,5 mm), być może rosyjskie z fabryk tulskich wz. 1811 (kaliber 17,78 mm), z bagnetami. W późniejszym okresie uzbrojenie poprawiało się, dzięki broni zdobycznej i dostawom karabinów własnej produkcji. Poza kosami lub karabinami piechurzy posiadali siekiery, a w późniejszym okresie niekiedy także tasaki (pałasze piechoty). Oficerowie byli uzbrojeni w szable i pistolety. Wyposażenie żołnierzy, uzbrojonych w karabiny, uzupełniała ładownica na 40 naboi (czasem zastępowana torbą płócienną) oraz pochwa na bagnet. 
Umundurowanie początkowo było niejednolite i powinno składać się z:
- wołoszki lub sukmany, najlepiej sukiennej, podszytej płótnem, w kolorze zgodnym ze strojem włościańskim w danym województwie, z kołnierzem w kolorze województwa:
- kaftana lub kożuszka z rękawami, zakrywającego podbrzusze;
- spodni sukiennych, płótnem podszytych, szarych lub w kolorze wołoszki;
- ciżem (trzewików) lub butów krótkich (z krótkimi cholewami);
- furażerki z zausznicami, z lampasem (otokiem) w kolorze województwa;
- dwóch halsztuchów (co można tłumaczyć na "szalik" lub "krawat") czarnych;
- trzech koszul;
- pary rękawiczek bez palców;
- dwóch par gatek (kalesonów) płóciennych.

Wyłogi żółte z białą wypustką.